# Швердт, Сади
Сади Швердт (порт.-браз. Sadi Schwerdt; 15 декабря 1942, Аррою-дус-Ратус — 26 февраля 2019, Порту-Алегри) — бразильский футболист, левый защитник.

## Карьера
Сади Швердт родился в городе Аррою-дус-Ратус, но в начале 50-х его семья переехала в Порту-Алегри, где послелилась в районе Жардим Ботанику. Он начал карьеру в молодёжном составе клуба «Интернасьонал» в 1959 году. С 1961 года защитник стал выступать за основной состав команды, где стал победителем чемпионата штата Риу-Гранди-ду-Сул. Годом позже он был арендован клубом «Атлетико Паранаэнсе». Затем возвратился в «Интер», где выступал 8 лет, выиграв два чемпионата штата. Он с 1966 он был капитаном команды, пока новый главный тренер Далтро Менезес не отобрал у него капитанскую повязку в 1968 году, мотивировав это психологическим тестом, которые он провёл у всех игроков. В апреле 1969 года Сади участвовал в матче открытия стадиона Бейра-Рио. В 1971 году Сади, на правах аренды, перешёл в «Коринтианс», сыграв 5 матчей, по другим данным — 10 матчей. Но 21 апреля следующего года в автокатастрофе получил перелом бедренной кости правой ноги, из-за чего был вынужден завершить игровую карьеру.
В составе сборной Бразилии Сади дебютировал 17 апреля 1966 года в матче Кубка Бернардо О’Хиггинса с Чили (1:0). Он сыграл и второй матч, в котором бразильцы проиграли, а победителем турнира были признаны обе команды. Любопытно, что он сыграл 1 мая того же года матч против сборной Бразили, в которой ей противостояла сборной штата Риу-Гранди-ду-Сул, куда вошёл и Сади. В 1967 году он выиграл с национальной командой Кубок Рио-Бранко, а в 1968 году повторил это достижение. 9 июня в розыгрыше этого турнира н забил свой единственный мяч за сборную, поразив ворота Уругвая. 17 июля того же года он сыграл посдедний матч в форме сборной страны против Перу.
Завершив игровую карьеру Швердт занялся политикой. С 1973 по 1981 год он избирался членом городского совета Порту-Алегри от партии БДМ. Основной сферой его деятельности было налаживание общественного транспорта в городе, а также повышение благосостояния населения. Именно Швердт предложил идею создать в Порту-Алегри таксопарк, который работает до сих пор. В 1982 году он баллотировался в муниципалитет штата, но проиграл на выборах, после чего работал в Законодательной ассамблее, в частности несколько раз занимал должность директора по имуществу и финансам и генерального директора. Также он трудился в правительстве штата Риу-Гранди-ду-Сул, когда им управлял Педру Симон, являясь административным директором Компании Риограндензи по телекоммуникациям. Ещё он иногда трудился телеведущим и комментатором на местном телевидении. В сентябре 2019 года у Швердта случился сердечный приступ, и он пол помещен в реанимацию больницы Маэ-де-Деус в Порту-Алегри. 26 сентября Сади умер. Он был похоронен на кладбище Жуана XXIII.

## Международная статистика
| Матчи Сади Швердта за сборную Бразилии | Матчи Сади Швердта за сборную Бразилии | Матчи Сади Швердта за сборную Бразилии | Матчи Сади Швердта за сборную Бразилии | Матчи Сади Швердта за сборную Бразилии | Матчи Сади Швердта за сборную Бразилии | Матчи Сади Швердта за сборную Бразилии |
| -------------------------------------- | -------------------------------------- | -------------------------------------- | -------------------------------------- | -------------------------------------- | -------------------------------------- | -------------------------------------- |
| №                                      | Дата                                   | Место проведения                       | Оппонент                               | Счёт                                   | Голы                                   | Турнир                                 |
| 1                                      | 17 апреля 1966                         | Сантьяго                               | Чили                                   | 1:0                                    | —                                      | Кубок Бернардо О’Хиггинса              |
| 2                                      | 20 апреля 1966                         | Винья-дель-Мар                         | Чили                                   | 1:2                                    | —                                      | Кубок Бернардо О’Хиггинса              |
| 3                                      | 25 июня 1967                           | Монтевидео                             | Уругвай                                | 0:0                                    | —                                      | Кубок Рио-Бранко                       |
| 4                                      | 28 июня 1967                           | Монтевидео                             | Уругвай                                | 2:2                                    | —                                      | Кубок Рио-Бранко                       |
| 5                                      | 1 июля 1967                            | Монтевидео                             | Уругвай                                | 1:1                                    | —                                      | Кубок Рио-Бранко                       |
| 6                                      | 9 июня 1968                            | Сан-Паулу                              | Уругвай                                | 2:0                                    | 1                                      | Кубок Рио-Бранко                       |
| 7                                      | 12 июня 1968                           | Рио-де-Жанейро                         | Уругвай                                | 4:0                                    | —                                      | Кубок Рио-Бранко                       |
| 8                                      | 16 июня 1968                           | Штутгарт                               | ФРГ                                    | 1:2                                    | —                                      | Товарищеский матч                      |
| 9                                      | 10 июля 1968                           | Мехико                                 | Мексика                                | 1:2                                    | —                                      | Товарищеский матч                      |
| 10                                     | 14 июля 1968                           | Лима                                   | Перу                                   | 4:3                                    | —                                      | Кубок Хорхе Чавеса—Сантоса Дюмона      |
| 11                                     | 17 июля 1968                           | Лима                                   | Перу                                   | 4:0                                    | —                                      | Кубок Хорхе Чавеса—Сантоса Дюмона      |

## Достижения
- Чемпион штата Риу-Гранди-ду-Сул: 1961, 1969, 1970
- Обладатель Кубка Бернардо О’Хиггинса: 1966
- Обладатель Кубка Рио-Бранко: 1967, 1968